# Weltformel
Eine Weltformel oder eine Theorie von Allem (englisch theory of everything, ToE oder TOE) ist eine hypothetische Theorie, gebildet aus theoretischer Physik und Mathematik, die alle physikalischen Phänomene im bekannten Universum präzise beschreiben und verknüpfen soll. Mit der Zeit ist der Begriff in die Popularisierungen der Elementarteilchenphysik eingeflossen. In diesem Forschungsgebiet würde eine Weltformel, also ein einziges, allumfassendes Modell, die Theorien aller grundlegenden Wechselwirkungen der Natur erklären und zusammenführen.

## Erwartungen
Eine Theorie von Allem soll unter anderem alle vier Grundkräfte – die Gravitation, den Elektromagnetismus sowie die schwache und die starke Kernkraft – präzise beschreiben. Man spricht auch von einer Vereinheitlichung der Kräfte oder der Wechselwirkungen.
Die mögliche Vereinheitlichung der drei Grundkräfte, d. h. der elektromagnetischen, der schwachen (vereinheitlicht in der elektroschwachen Eichtheorie) und der starken Wechselwirkung (Quantenchromodynamik) ohne die Gravitation, wird als große vereinheitlichte Theorie bezeichnet (Grand Unified Theory, GUT). Die Möglichkeit dieser teilweisen Vereinheitlichung der drei Eichwechselwirkungen wird aufgrund der Ähnlichkeit in der mathematischen Struktur der drei Theorien angenommen.
Für die Theorie von Allem ist insbesondere die Einbeziehung der Gravitation notwendig. Es wird erwartet, dass dies bei einer Energie von etwa 1019 GeV stattfindet (der Planckenergie), weil eine Extrapolation der Wechselwirkungsstärke der einzelnen Grundkräfte zu dieser Energie darauf hinweist, dass sie dann alle vergleichbar stark sind, und weil bei der Planckenergie die Gravitation und die Quantenfeldtheorie in jedem Fall gleichzeitig angewandt werden müssen.
Eine Theorie von Allem sollte zum Beispiel:
- die allgemeine Relativitätstheorie und die Quantenfeldtheorie enthalten,
- die beobachteten Kräfte und Teilchen des Standardmodells der Elementarteilchen erklären,
- die Massen, Kopplungskonstanten und Mischungswinkel des Standardmodells der Elementarteilchen erklären,
- das Standardmodell der Kosmologie beschreiben sowie die Vorgänge im frühen bzw. im späten Universum – speziell das asymptotische Verhalten auf sehr kleinen bzw. sehr großen Raum- und Zeitskalen – klären und vorhersagen,
- die Natur der Dunklen Materie und der Dunklen Energie klären,
- eine konsistente, renormierbare Quantentheorie der Gravitation beinhalten, zusammen mit der Beschreibung oder Vermeidung von Singularitäten.

Vermutete Merkmale:
- Supersymmetrische, einheitliche Grundstruktur, die über die traditionelle Aufteilung in bosonische und fermionische Freiheitsgrade hinausgeht;
- Physikalische Freiheitsgrade, die über die vierdimensionale Raumzeit hinausgehen.

Ob eine Theorie von Allem neue Teilchen oder sogar neue Kräfte vorhersagt, ist nicht geklärt. Solche neuen Teilchen könnten mit kosmologischen Beobachtungen nachweisbar sein. Von den 2010 im CERN begonnenen Experimenten am Large Hadron Collider wurden Fortschritte in Richtung einer Weltformel erwartet. Diese Erwartung hat sich jedoch bisher (Anfang 2025) nicht bestätigt: Es wurden keine Anzeichen für eine große Vereinheitlichung der drei Eichwechselwirkungen, keine Effekte der Supersymmetrie und keine zusätzlichen Dimensionen oder Freiheitsgrade gefunden.
Viele Physiker sind überzeugt, dass alle physikalischen Vorgänge auf ein Grundprinzip zurückzuführen sind (Reduktionismus) oder zumindest mit einigen wenigen konsistenten Grundbegriffen beschrieben werden können.

## In der Geschichte
Versuche, die physikalische Wirklichkeit auf ein einziges Prinzip zurückzuführen, reichen bis in die Antike zurück. Im antiken Griechenland spekulierten vorsokratische Philosophen, dass die Vielfalt der beobachteten Phänomene auf eine einzige Art der Interaktion zurückzuführen sei, nämlich auf die Bewegungen und Kollisionen von Atomen. Der von Demokrit eingeführte Begriff „Atom“ war ein früher philosophischer Versuch, alle in der Natur beobachteten Phänomene zu vereinheitlichen. Archimedes war möglicherweise der erste Wissenschaftler, der die Natur mit Axiomen (oder Prinzipien) beschrieben und daraus neue Ergebnisse abgeleitet hat. Er versuchte also, „alles“ ausgehend von einigen Axiomen zu beschreiben. Von jeder Theorie von Allem wird erwartet, dass sie sich auf Axiome stützt und daraus alle beobachtbaren Phänomene ableitet.
In Anlehnung an Demokrits Atomismus ging die mechanische Philosophie des 17. Jahrhunderts davon aus, dass alle Kräfte letztlich auf Kontaktkräfte zwischen den Atomen, die man sich als winzige feste Teilchen vorstellte, reduziert werden könnten. Im späten 17. Jahrhundert deutete Isaac Newtons Beschreibung der Fernwirkung der Schwerkraft an, dass nicht alle Kräfte in der Natur aus mechanischem Kontakt der Materie resultieren. In seinem Werk Philosophiae Naturalis Principia Mathematica vereinheitlichte Newton Galileis Arbeit über die Erdanziehung, Keplers Gesetze der Planetenbewegung und das Phänomen der Gezeiten, indem er diese scheinbar verschiedenen Phänomene in einem einzigen Gesetz erklärte: dem Newtonschen Gravitationsgesetz.
Auf Grundlage dieser Ergebnisse schlug Laplace 1814 vor, dass ein ausreichend mächtiger Intellekt die Möglichkeit hätte, in Kenntnis sämtlicher Naturgesetze und aller Initialbedingungen wie Lage, Position und Geschwindigkeit aller im Kosmos vorhandenen physikalischen Teilchen jeden vergangenen und jeden zukünftigen Zustand zu berechnen und zu determinieren. Diese Vorstellung wird auch Laplacescher Dämon genannt. Laplace sah also in einer Kombination von Gravitation und Mechanik eine Theorie von Allem. Die moderne Quantenmechanik impliziert aber, dass Zustände von Teilchen nicht determiniert, sondern Wahrscheinlichkeiten unterworfen sind, weswegen die Vision von Laplace geändert werden muss: Eine Theorie von Allem muss Gravitation und Quantenmechanik beinhalten.
1820 entdeckte Hans Christian Ørsted einen Zusammenhang zwischen Elektrizität und Magnetismus und löste damit eine jahrzehntelange Arbeit aus, die 1865 in James Clerk Maxwells Theorie des Elektromagnetismus gipfelte. Im 19. und frühen 20. Jahrhundert wurde allmählich deutlich, dass viele gängige Beispiele von Kräften – Kontaktkräfte, Elastizität, Viskosität, Reibung und Druck – aus elektrischen Wechselwirkungen zwischen den kleinsten Teilchen der Materie resultieren. In seinen Experimenten von 1849–50 war Michael Faraday der erste, der nach einer Vereinigung der Schwerkraft mit Elektrizität und Magnetismus suchte. Er fand jedoch keine Verbindung.
Den deutschen Begriff „Weltformel“ prägte bereits 1872 Emil du Bois-Reymond in seiner Rede „Über die Grenzen des Naturerkennens“ im Sinne einer, seiner Meinung nach nicht realisierbaren, vollständigen mathematischen Beschreibung der Welt. Damit ist diese Bezeichnung erheblich älter als die englische Entsprechung „theory of everything“.
Im Jahr 1900 veröffentlichte David Hilbert eine berühmte Liste von mathematischen Problemen. In Hilberts sechstem Problem forderte er, eine axiomatische Grundlage für die gesamte Physik zu finden. In diesem Problem fragte er also nach dem, was man heute eine Theorie von Allem nennen würde.
In den späten 1920er-Jahren zeigte die neue Quantenmechanik, dass die chemischen Bindungen zwischen Atomen Beispiele für (quanten)elektrische Kräfte sind, was Paul Dirac zu der Aussage verleitete, dass „die zugrunde liegenden physikalischen Gesetze, die für die mathematische Theorie eines großen Teils der Physik und der gesamten Chemie notwendig sind, somit vollständig bekannt sind“ (im Original: „the underlying physical laws necessary for the mathematical theory of a large part of physics and the whole of chemistry are thus completely known“).
Nachdem Albert Einstein 1915 seine Allgemeine Relativitätstheorie veröffentlichte, begann die Suche nach einer einheitlichen Feldtheorie, die Gravitation und Elektromagnetismus verbinden sollte. Zu dieser Zeit waren die starke und die schwache Wechselwirkung noch nicht entdeckt worden. Damit begann seine mehr als dreißigjährige Suche nach der so genannten Einheitlichen Feldtheorie, die zeigen sollte, dass Gravitation und Elektromagnetismus Manifestationen eines einzigen Grundprinzips sind. Eine frühe Theorie, die die elektromagnetische Wechselwirkung und die Gravitation vereinheitlicht beschrieb, war die Kaluza-Klein-Theorie. Sie entstand allerdings, bevor die schwache und die starke Wechselwirkung bekannt waren, und war daher unvollständig. Albert Einstein versuchte bis zum Lebensende, eine vereinheitlichende Theorie zu finden, blieb aber letztlich erfolglos.
1958 stellte Werner Heisenberg eine Formel vor, die er Materiegleichung nannte und deren Hauptelement ein masseloses Urpartikel Psi (Ψ) war, aus dem sich später alle beobachtbaren Teilchen zusammensetzen sollten. Von der Presse wurde diese Gleichung schnell zur Weltformel hochgejubelt, doch schon bald regte sich Kritik und Kollegen entdeckten Unstimmigkeiten in der Gleichung. Seit diesen, teilweise vorschnell und übertrieben in der Presse bejubelten Versuchen wird der Begriff Weltformel auch in einem abwertenden, spöttischen Sinn für ähnliche Vorhaben benutzt.
Heisenbergs Schüler Carl Friedrich von Weizsäcker strebte in seiner Quantentheorie der Ur-Alternativen eine einheitliche Beschreibung der Natur alleine auf Basis der Quantentheorie an, die er in diesem Rahmen als eine Theorie der Information in der Zeit verstand.
Im Laufe des 20. Jahrhunderts wurde die Suche nach einer einigenden Theorie durch die Entdeckung der starken und schwachen Kernkräfte (oder Wechselwirkungen) verkompliziert, die sich sowohl von der Schwerkraft als auch vom Elektromagnetismus unterscheiden. Eine weitere Hürde war die Annahme, dass in einer solchen Theorie die Quantenmechanik von Anfang an einbezogen werden musste, anstatt wie von Einstein erhofft als Folge einer deterministischen Weltformel aufzutreten.
Gravitation und Elektromagnetismus konnten zwar immer als klassische Kräfte nebeneinander existieren, aber viele Jahre lang schien es, dass die Gravitation nicht einmal in das Quantengerüst integriert, geschweige denn mit den anderen fundamentalen Kräften vereinigt werden könnte. Aus diesem Grund konzentrierte sich die Arbeit an der Vereinigung während eines Großteils des zwanzigsten Jahrhunderts auf das Verständnis der drei „Quantenkräfte“: des Elektromagnetismus und der schwachen und starken Wechselwirkung. Die ersten beiden wurden 1967–68 von Sheldon Glashow, Steven Weinberg und Abdus Salam zur elektroschwachen Wechselwirkung zusammengefasst. Die elektroschwache Vereinigung ist eine gebrochene Symmetrie: Die elektromagnetischen und schwachen Kräfte erscheinen bei niedrigen Energien unterschiedlich, weil die Teilchen, die die schwache Kraft tragen, die W- und Z-Bosonen, eine Masse von 80,4 GeV/c² und 91,2 GeV/c² haben, während das Photon, das die elektromagnetische Kraft trägt, masselos ist. Bei höheren Energien können W- und Z-Bosonen leicht erzeugt werden und die Einheitlichkeit der Kraft wird deutlich.
Obwohl die starken und elektroschwachen Kräfte im Standardmodell der Teilchenphysik friedlich koexistieren, bleiben sie verschieden. Die Suche nach einer Theorie von Allem ist also in zwei Punkten erfolglos geblieben: Weder ist bislang eine Vereinigung der starken und elektroschwachen Kraft in einer großen vereinheitlichten Theorie gelungen noch eine Vereinigung dieser Kräfte mit der Gravitation.
Zwei der aktuell populärsten Theorien zur einheitlichen Beschreibung der vier Grundkräfte und für eine quantentheoretische Beschreibung der Gravitation sind die Stringtheorie und die Loop-Quantengravitation, wobei Vertreter beider Theorien betonen, dass die bestehenden Theorien unvollständig sind und dass zur Formulierung einer endgültigen Theorie noch wesentliche Probleme gelöst werden müssen. Während die Stringtheorie die fundamentalen Bausteine, aus denen sich die Welt zusammensetzt, als vibrierende eindimensionale oder auch höherdimensionale Objekte beschreibt, versucht die Loop-Quantengravitation, die Raumzeit selbst zu quantisieren.

## Schritte der Vereinheitlichung
Vormals getrennt gesehene Theorien wurden bisher oder werden derzeit möglicherweise zusammengeführt, wie es die folgende Tabelle zeigt:
| Fundamentale Wechselwirkungen und ihre Beschreibungen (Theorien in frühem Stadium der Entwicklung sind grau hinterlegt.) |                                       |                                                 |                                   |                         |                                |
| | Starke Wechselwirkung                 | Elektromagnetische Wechselwirkung               | Elektromagnetische Wechselwirkung | Schwache Wechselwirkung | Gravitation                    |
| klassisch |                                       | Elektrostatik                                   | Magnetostatik                     |                         | Newtonsches Gravitationsgesetz |
| klassisch | Elektrodynamik                        | Elektrodynamik                                  | Allgemeine Relativitätstheorie    |                         |                                |
| quanten- theoretisch | Quantenchromodynamik (Standardmodell) | Quantenelektrodynamik                           | Quantenelektrodynamik             | Fermi-Theorie           | Quantengravitation (?)         |
| quanten- theoretisch | Quantenchromodynamik (Standardmodell) | Elektroschwache Wechselwirkung (Standardmodell) |                                   |                         | Quantengravitation (?)         |
| quanten- theoretisch | Große vereinheitlichte Theorie (?)    |                                                 |                                   |                         | Quantengravitation (?)         |
| quanten- theoretisch | Weltformel („Theorie von Allem“) (?)  |                                                 |                                   |                         |                                |

## Begriff
Der Begriff Weltformel beinhaltet eine widerspruchsfreie bzw. unzweideutige Beschreibung und Vorhersage der in der Natur beobachtbaren Phänomene im Rahmen eines möglichst einfachen Satzes mathematischer Formeln. Die Weltformel wird demgemäß als Gegensatz zum aktuellen Stand der Physik begriffen, bei dem man mit jeweils unterschiedlichen Theorien auf unterschiedlichen Gebieten zu Vorhersagen kommt, die zwar in der Praxis einander nicht widersprechen, aber ersichtlich nicht vereinheitlicht werden können. Dies wird gegenwärtig so gelöst, dass je nach Zusammenhang diejenige Theorie herangezogen wird, welche erfahrungsgemäß die größte Übereinstimmung mit dem jeweiligen Experiment liefert. In den Grenzgebieten zwischen den bestehenden Theorien bzw. deren Gültigkeitsbereichen ergeben sich dadurch zwangsläufig Entscheidungskonflikte und mehr oder weniger große Abweichungen von den Experimenten. Ein Beispiel, wie solche Konflikte für konkrete Einzelfälle gelöst werden können, ist die Hawking-Strahlung und der damit verbundene Unruh-Effekt.
Grundsätzlich bezieht sich der Begriff der Weltformel nur auf (prinzipiell) messbare Größen der Physik. Darüber hinaus stoßen auch die besten gegenwärtigen Theorien mit zunehmender Komplexität des betrachteten Systems auf praktische Grenzen der Berechenbarkeit. Dies ist dennoch keine Einschränkung des umfassenden Erklärungsanspruches dieser Theorien in ihrem jeweiligen Gültigkeitsbereich.
So ist es z. B. auch heute nicht im Ansatz möglich, einen menschlichen Organismus mittels der Quantenelektrodynamik (QED) zu beschreiben, weil allein schon die Anzahl der in ihm enthaltenen Materieteilchen die Speicherkapazität gegenwärtiger Computer bei weitem übersteigt. Dennoch besitzt die Physik einen sehr hohen Grad des Vertrauens in die Gültigkeit der Quantenelektrodynamik in diesem Problembereich, da ihre Anwendung auf alle bisher untersuchten praktisch lösbaren Probleme eine außerordentlich gute Übereinstimmung mit den Experimenten gezeigt hat. Somit nimmt man auch an, dass zusammengesetzte, aber nicht mehr praktisch lösbare Systeme der QED diesen Grad an Übereinstimmung zeigen werden. Genau in demselben Sinne wird daher auch eine zukünftige TOE Anspruch auf die Erklärung aller vermessbaren Naturphänomene erheben.
Der Ausdruck Weltformel ist nicht nur im figurativen Sinne zu verstehen. Eine physikalische Theory of Everything wird sich vermutlich nicht auf eine einzige mathematische Formel reduzieren, sondern vielmehr auf einem System gekoppelter übergeordneter Differentialgleichungen basieren. Anstelle einer Weltformel ist ein mathematisches Weltgleichungssystem gefordert, welches als Speziallösung die Physik enthält.
Jede physikalische Theorie eines bestimmten Aspektes der Welt enthält neben den sie tragenden Gleichungen noch viele weitere erklärende Elemente, ohne die sie nicht anwendbar ist. Zu diesen gehören vor allem die Vorschriften darüber, wie die in den Gleichungen vorkommenden Größen zu messen sind. Ein Weltgleichungssystem muss unabhängig von Vorschriften sein.
Von der Weltformel wird auch erwartet, den Anfang unseres Universums (Urknalltheorie) zu beschreiben, und damit die Entstehung von Raum, Zeit, Masse und Energie.

## Kritik
Das Konzept einer Theory of everything steht im Mittelpunkt einer innerwissenschaftlichen Debatte um Reduktionismus. Manche Wissenschaftler, darunter Robert B. Laughlin und Philip Warren Anderson, bestreiten die grundsätzliche Möglichkeit, mit einer solchen Theorie komplexe Sachverhalte zu erklären, kritisieren die in ihren Augen unverhältnismäßigen Forschungsmittel, die für die Suche nach der Weltformel aufgebracht werden, und stellen ihr die Konzepte von Emergenz und Selbstorganisation entgegen.

## Kulturelle Verarbeitungen
In zahlreichen Romanen, Filmen und Theaterstücken spielt eine gefundene, aber noch nicht öffentliche Weltformel eine Rolle. Ein bekanntes Beispiel ist die Komödie Die Physiker von Friedrich Dürrenmatt. Douglas Adams verwendet die Weltformel in Form der „endgültigen Frage nach dem Leben, dem Universum und dem ganzen Rest“ in seiner Romanreihe Per Anhalter durch die Galaxis. Demnach lautet die Lösung der Weltformel schlicht und einfach 42. Diese Antwort genießt inzwischen Kultstatus und findet im Leben und in der Kultur regelmäßig Erwähnung und Anwendung, insbesondere jedoch im Bereich der Informationstechnologie.